# Kakuro

A legkisebb (8×8-as) Kakuro feladvány

Az előbbi feladvány megoldása

A kakuro vagy kakkuro (japánul カックロ) nevű rejtvényfajta lényegében egy matematikai keresztrejtvény. Hozzá hasonló rejtvényfajtát először a Dell Magazines jelentetett meg Cross Sums néven, később számos más kiadó, mint a Nikoli Co. Ltd. is átvette az ötletet.

## Szabályai
A játék célja, hogy úgy töltsük ki az üres mezőket 1-től 9-ig terjedő egész számokkal, hogy a fekete mezőkben lévő számok az alattuk vagy a tőlük jobbra elhelyezkedő folyamatos számsor (a továbbiakban blokk) összegét adják ki. Blokkon belül számismétlés nem lehet. A leggyakoribb kakuro variáció a 16×16-os, de gyakoriak kisebb és nagyobb variációk is. Minden rejtvénynek pontosan egy helyes megoldása van.

## Megfejtése
A kakuro megfejtése – a Nikoli feladványai közt egyedülállóan – nem csupán logikus gondolkodást, hanem némi matematikai készséget is igényel. A feladványnál két alapvető fogalomra támaszkodhatunk: a biztos, ún. „fix” számokra és a kombinációkra.
Kombinációk alatt azokat a (sorrendtől független) számsorokat értjük, melyeket a megfelelő összegdefinícióhoz tartozó blokkba írva nem kapunk ellentmondást. A blokk mezőinek számától függően beszélhetünk 2-jegyű, 3-jegyű stb. kombinációkról. A kombinációkat magukat számösszeg/jegyek száma szerint nevezzük el 3/2-esnek, 6/3-asnak stb. Könnyen belátható, hogy ha a számösszeg a jegyek számához képest a lehető (második vagy első) legkisebb vagy legtöbb, a hozzá tartozó kombinációk száma pontosan egy (például 3/2-es kombináció esetén biztos, hogy a számok 1 és 2 lesznek). Ahol ezek a „biztos” kombinációk keresztezik egymást, ott csak azok a számok szerepelhetnek, amelyek mindkét kombinációban megtalálhatók. Ha csak egyetlen ilyen szám van, az fog a kereszteződési pontjukba kerülni (pl. ha egy 3/2-es és egy 4/2-es blokk keresztezi egymást, a kereszteződési pontjukba biztos, hogy az 1 fog kerülni). Akár a szúdokuban, itt is ajánlatos az egy mezőbe írható számokat a mezők sarkába írni. Így, a már megfejtett fix számok felhasználásával a különböző mezőkbe írható számok darabszáma fokozatosan csökkenthető (ezt hívjuk kizárásnak), míg végül meg nem fejtjük a teljes rejtvényt.

## Lásd még
- Keresztrejtvény
- Szúdoku
- Hitori
- Hasi vo kakero
- Hejavake
- Nomogram

## Külső hivatkozások
- web Nikoli Archiválva 2013. augusztus 11-i dátummal a Wayback Machine-ben – A Nikoli hivatalos honlapja
- Puzze Japan[halott link] letölthető feladványszerkesztő programok
- Táblajátékos/Kakuro – Online-feladványok
- Táblajátékos – Feladványjátékok papírra-ceruzára